# Daniel Weber (Fußballspieler)
Daniel Weber (* 27. Februar 1990 in Wien) ist ein österreichischer Fußballspieler.

## Karriere
Weber begann seine Karriere beim ASK Erlaa. 2001 ging er in die AKA Admira Wacker Mödling. 2008 wechselte er in den Herrenbereich zum Drittligisten SV Würmla. Im Jänner 2009 wechselte er zum Sechstligisten SC Wiener Viktoria. Im Sommer 2009 wechselte er in der Stadt zum Drittligisten FAC Team für Wien. 2010 wechselte er zum Profiklub First Vienna FC 1894, für den er im Juli 2010 in der zweiten Liga debütierte. 2011 wechselte er zum Viertligisten ASK Schwadorf. Im Jänner 2012 wechselte er zum Drittligisten 1. Simmeringer SC. Im Sommer 2012 wechselte er zum Siebtligisten SV Stripfing. 2013 wechselte er, nach dem Aufstieg von Stripfing, wieder in die siebte Liga, diesmal zum ASK Kaltenleutgeben. Im Februar 2015 wechselte er nach Kroatien zum Zweitligisten Cibalia Vinkovci. Im Winter 2015/16 kehrte er zum inzwischen umbenannten Zweitligisten Floridsdorfer AC zurück.
Im August 2016 kehrte er zum Landesligisten SC Wiener Viktoria zurück.

## Persönliches
Sein Vater Franz war ebenfalls Fußballspieler, sein Bruder Thomas spielte mit ihm bei Floridsdorf.